# XTB2D (航空機)
XTB2D スカイパイレート
飛行するXTB2D-1 36933号機
(1945年撮影)
- 用途：攻撃機
- 分類：艦上攻撃機
- 設計者：エドワード・ヘンリー・ハイネマン
- 製造者：ダグラス・エアクラフト社
- 運用者： アメリカ海軍（予定）
- 初飛行：1945年3月13日
- 生産数：2機
- 生産開始：1943年3月
- 退役：1947年5月（計画中止）
- 運用状況：未就役

XTB2D スカイパイレート（Douglas XTB2D Skypirate ）は、アメリカ合衆国のダグラス社がアメリカ海軍向けに開発した艦上攻撃機である。
愛称の「スカイパイレート (SkyPirate)」は、空の海賊の意である。開発時の非公式名称はデヴァステイターII（Devastator II）。

## 概要
アメリカ海軍は、太平洋戦争開戦後の戦訓に基づいて建造計画が開始された戦時計画大型航空母艦（後のミッドウェイ級航空母艦）の就役に合わせて、それに搭載する新型艦上攻撃機の開発計画を並行して推進した。これを受けてダグラス社が開発した機体が、このXTB2Dである。
性能的には多くの面で開発当時の主力雷撃機であったTBFを大幅に上回っていたが、海軍が艦上攻撃機の装備体系を見直したために本機のような大型の艦上機の必要性が薄れたことと、試験飛行時に機械的なトラブルが多発して実用化に手間取ったこと、更には開発中に戦争が終結したため、試作のみで制式採用はされず、量産も行われなかった。

## 開発

### 開発までの経緯
アメリカ海軍は1941年12月の真珠湾攻撃による太平洋戦争開戦を受け、1942年の初頭に既に開発・量産中の各種艦上機を更新する新型艦上機の開発計画を立ち上げた。開戦により戦前に締結された各種の海軍軍縮条約が無効となることにより、かねてから計画されていた、ヨークタウン級航空母艦を大幅に拡大した基準排水量2万7,100tの大型空母（エセックス級航空母艦）の建造と量産が可能になれば、これまでの艦上機よりも大幅に大型で高性能な機体を運用することが可能となるからである。

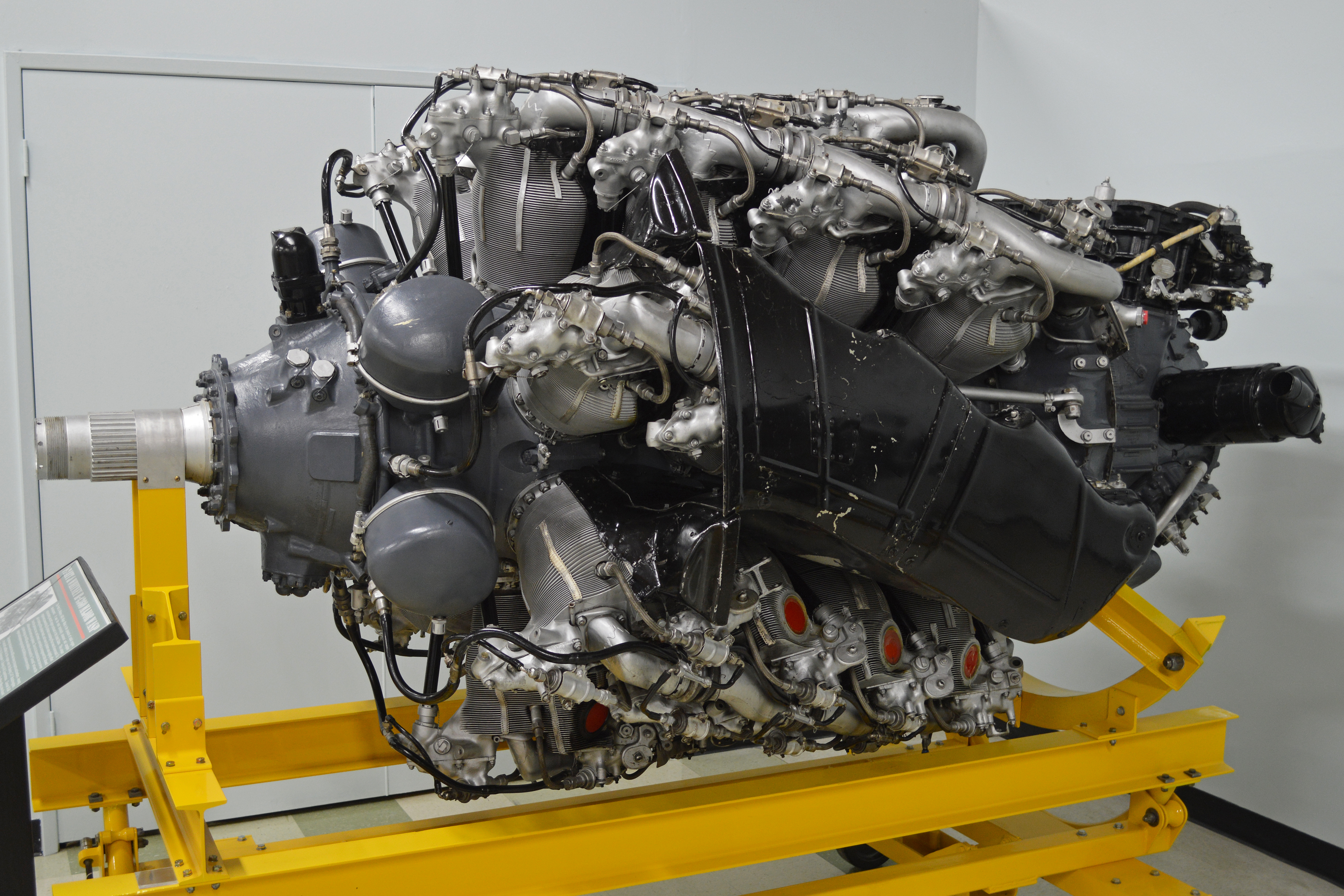
XTB2Dに搭載された、R-4360“ワスプメジャー”空冷星型28気筒レシプロエンジン

ダグラス社では当初は雷撃、高高度水平爆撃、また長距離偵察任務を1機で兼用できる双発の大型艦上機を構想したが、プラット・アンド・ホイットニー社によって開発中のR-4360エンジンならば単発であっても双発機並の馬力が確保できる、とされたため、1942年4月には
- 建造中の2万7,000t級大型空母への搭載を前提とする
- XR-4360エンジンを搭載し、2重回転プロペラを装備する単発機
- 3輪の前輪式着陸装置を持つ
- 爆弾倉と外部兵装ステーションを持ち、最大4基の魚雷もしくは大型爆弾を搭載可能
- 砲塔型の動力式機銃塔を装備
- 乗組員は3名とする

という設計案としてまとめ、海軍当局に提出した。
だが、開戦後の戦訓から、アメリカ海軍では1942年半ばには戦訓を採り入れた更なる大型航空母艦の建造計画を立案し、この計画により建造される航空母艦は基準排水量45,000t、満載排水量60,000tという空前の大型艦となることが決定した。これにより、先の新型艦上機開発計画も「更なる大型・大重量機でも運用は可能であり、各社には機体サイズと重量の制約に囚われない高性能機を提案・提出されたし」というものに拡大された。これを受け、ダグラス社は新型空母で運用可能な機体の上限を、翼幅70フィート（約21m）、重量18,500/35,000ポンド（機体本体/最大搭載時）と想定し、“デヴァステイターII(Devastator II)”の社内名称でこの上限いっぱいの機体を設計する方針に転換した。

### XTB2Dの開発
“デヴァステイターII”の開発は1942年11月より開始され、1943年3月には機体のモックアップが完成、同年5月にはモックアップにXR-4360エンジンのダミーを搭載したモデルが関係者に披露された。これを受けて1943年10月31日には試作機2機がXTB2D-1 "SkyPirate"として正式に発注され、同年12月には試作機2機に加えて先行量産型23機も発注された。モックアップの風洞実験の結果安定性を向上させるための改修が必要になったことや、搭載するXR-4360エンジンの生産が遅れたためにエンジンの実物が納入されず、実際のエンジンを搭載しての地上試験が遅延し、製造に必要な治具の製作も遅延する、といった小規模な問題は発生したが、翌1944年3月には試作機の製造が開始され、ダグラス社では月産100機を目標に生産ラインの構築に入った。
しかし、海軍が空母とその搭載機の開発計画を見直し、空母上で運用する対艦攻撃用途機は複座の偵察爆撃機(SB)と三座の雷爆撃機(TB)の並行装備から単座の攻撃用途機(BT)に一本化する方針を軍用機メーカーに打診したため、ダグラス社では開発中のBTD-1、そして急遽開発計画が立ち上げられたXBT2D（後のA-1 スカイレイダー）に開発計画を一本化して生産リソースも集中することを決定し、1944年6月には量産計画がキャンセルされた。しかし、XTB2Dの開発計画も諸所の問題はあれど順調に推移していたため、予備的なものとされながらもXTB2Dの開発も継続された。試作2号機はジェットエンジンを搭載した複合動力機とする計画が立案されたが撤回され、垂直尾翼の小型化、後部乗組員席と電子機器の配置を若干後方に移動させて重心位置を適正化させるなどの設計変更がなされたものの、基本的には1号機と同様の機体として完成した。
試作1号機は1945年2月に初飛行に成功し、飛行性能自体は良好であったが、搭載するエンジンと2重反転式プロペラの納入が遅れたため、初飛行は当初の予定（1944年秋を予定していた）よりも大幅に遅れていた。5月の飛行テスト時にもプロペラとエンジンにトラブルが発生し、3回目のテスト飛行ではプロペラ故障により緊急着陸している。この1945年5月の3回目のテスト飛行の後、新たなプロペラが届くまでの間を利用して垂直安定板の高さを若干低減する等の改修が施され、6月には評価試験に備えて飛行テストが再開されたが、今度はフラップにトラブルが発生し、再び緊急着陸を敢行している。
1945年8月には試作2号機の飛行テストが開始されたが、やはりエンジン故障で緊急着陸となり、2重反転プロペラの作動機構に問題があること、エンジンの設計変更が必要なことが明らかとなった。更に、プロペラブレードにも改修が必要であると結論され、これらの改修と機体の修理が完了したのは1946年5月のことであった。同年6月には飛行テストが再開されたが、エンジンの減速ギアの故障によりまたもテスト飛行中に緊急着陸となり、減速ギアと二重反転プロペラを別のものに交換する計画が立案され、それらは1946年12月に納入された。
1947年には機体の再度の改修が行われたが、既に戦争が終結したことと、同時期に開発されていた単発・単座の艦上攻撃機(XBT2D、XBTM)が同等の能力を有していたことから、「最早このような大型機は特に必要ではなく、性能も装備も過剰に過ぎる」と結論され、同年5月には開発計画は中止となった。先行量産型の発注は全てキャンセルされ、製造された2機の試作機、BuNo 36933および36934は1949年にはスクラップとして処分された。

## 構成

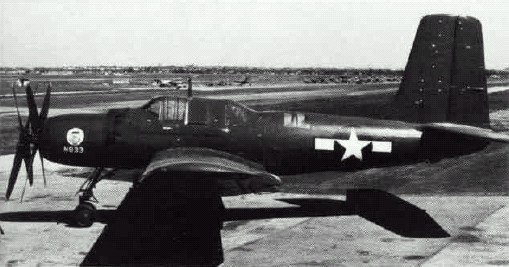
XTB2D(BuNo 36934) 側面より

XTB2Dは細身の胴体に逆ガル式の直線翼・低翼配置の主翼を持ち、主翼・尾翼とも大型で角ばった形状となっている。全長14m、全幅（翼幅）は21mにも達し、垂直安定板（垂直尾翼）先端までの高さも7m近くあった。これは実用化当時「艦上機としては異例の大型機である」とされていたTBF アヴェンジャーの12.5/16.5/4.7mよりも遥かに大きく、双発の大型艦上戦闘機であるF7F タイガーキャット（14/15.7/5m）よりも全幅と全高では大きかった。なお、試作1号機(BuNo 36933)と2号機(BuNo 36934)では胴体形状と垂直尾翼全高が若干異なっており、試作2号機は垂直尾翼の上端を23.25インチ（59cm）切り詰め、胴体を23インチ（58.42cm）延長して胴体後部下面の銃塔部分を拡大した設計に改変されている。
主翼は翼前後長に対して翼幅の大きなアスペクト比の大きいもので、翼の付け根から中央部までは緩い下反角が、中央部からは上反角のついた緩い逆ガル式翼形状となっている。艦上機ということもあり、主翼は中央から上方に折り畳むことができる。急降下爆撃機として設計された機体には及ばないものの、大降下角による爆撃も可能で、主翼にはフラップ兼用のダイヴブレーキも装備している。
機首には4翅の2重反転プロペラを装備し、エンジンは大型・大馬力のP&W R-4360“ワスプメジャー” 空冷星型28気筒レシプロエンジン（3,000馬力）を搭載していた。兵装と燃料を最大限に搭載した際には15,000kgを超える機体ではあるが、強力なエンジン馬力によって大型の機体であれども短距離で離陸可能な機体となっている。主翼内の合計4基の燃料タンクの他、増槽も含めると5,200ℓ以上の燃料を搭載することが可能で、最大航続距離は5,500kmを超えるという長大な性能を有していた。
着陸脚は前輪式で、低翼配置の機体形状から、脚長は短く抑えられており、空虚状態（機体本体のみの状態）でも8,000kg以上ある自重を支えることに適したものとしていた。主脚は外側引き込み式、前脚は後方引き込み式で、前脚は収納時の長さを抑えることと発艦時の機首上げ姿勢を両立させるために伸縮式になっており、着艦時の衝撃に耐えるために車輪はダブルタイヤとなっている。
胴体下部に爆弾倉を有し、爆弾倉内部には各種爆弾の他にMk13魚雷最大2本を積載できるほか、主翼内翼部に2箇所、左右合計4箇所のハードポイントが設置されており、爆弾もしくは魚雷の他増槽を吊下することができた。本機の最大でMk13魚雷4本（2,216lbs(1,005kg)x4）または爆弾8,000 lbs (3,629 kg)という搭載能力は、双発陸上爆/攻撃機であるB-25やA-26の最大搭載量を上回るものであった。
この他に、固定武装として左右主翼の内翼部に12.7mm機関銃2門（計4門）もしくは20mm機関砲1門（計2門）、胴体後部上面にファイアストン(FireStone)社製の250CH-3 連装12.7mm機関銃塔、胴体後部下面に遠隔操作式の単装12.7mm機関銃塔を装備する設計となっていた。なお、完成した2機の試作機は武装を搭載しない状態でテストが行われ、銃塔の搭載部分はフェアリングで覆われた状態となっており、銃塔は搭載されていない。
また、右主翼前縁の中程にはAN/ASP-4レーダーの装備が予定されており、設計図などにはレドームが描かれているが、2機製作された試作機はいずれもレーダーを搭載しておらず、右主翼にもレドームはない。
乗員構成は、操縦手兼雷撃/降下爆撃照準手、航法手兼無線手兼水平爆撃照準手、銃手兼航法/通信手補佐の3名で、乗員配置は機体前方の操縦席と、銃塔を挟んで機体後方の後部乗員室に分かれている。胴体後部下面の遠隔操作式銃塔の操作は航法手が担当した。

## 各型
XTB2D
開発時社内名称“デヴァステイターII(Devastator II)”。検討用および風洞実験用のフルサイズのモックアップ1機が製造された。
XTB2D-1
試作型及び先行量産型。試作機2機と先行量産機23機が発注されたが、試作機のみが製造された。
- BuNo 36933 - 試作1号機。
- BuNo 36934 - 試作2号機。垂直尾翼を23.25インチ（59cm）短縮して胴体を23インチ（58.42cm）延長、胴体後部下面の銃塔部分をゴンドラ様に拡大し、下面前方観測窓を設けている。

## 諸元

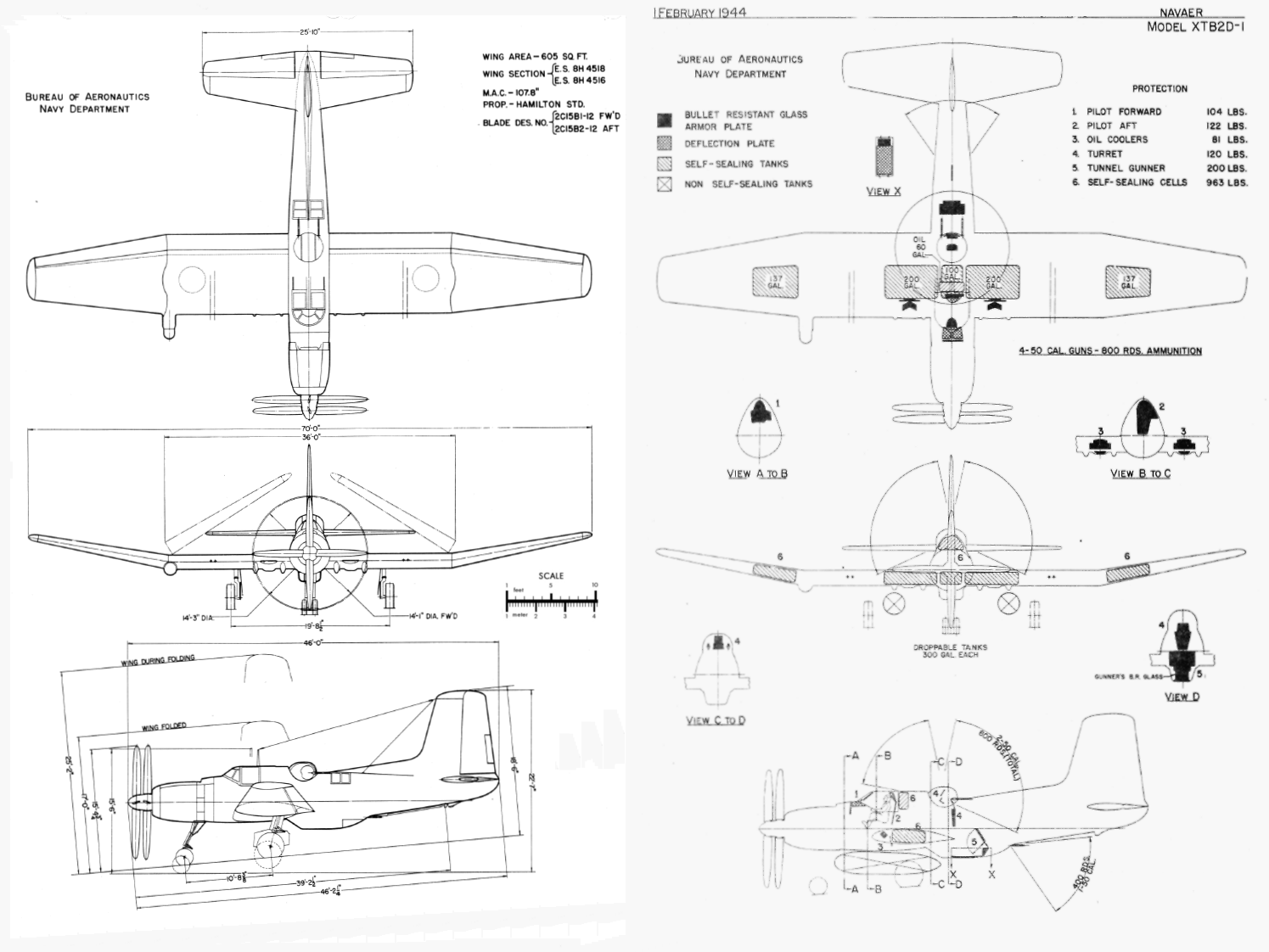
XBT2D 解説図

| 機体名       | XTB2D-1 | XTB2D-1 | XTB2D-1 |
| ------------ | --- | --- | --- |
| 全長         | 46ft (14.02m) | 46ft (14.02m) | 46ft (14.02m) |
| 全幅         | 70ft (21.34m) → 36ft (10.97m) ※主翼折り畳み時                                                                          | 70ft (21.34m) → 36ft (10.97m) ※主翼折り畳み時                                                                          | 70ft (21.34m) → 36ft (10.97m) ※主翼折り畳み時                                                                          |
| 全高         | 22ft 7in (6.88m)※BuNo 36933 / 20ft 8in (6.29m)※BuNo 36934                                                              | 22ft 7in (6.88m)※BuNo 36933 / 20ft 8in (6.29m)※BuNo 36934                                                              | 22ft 7in (6.88m)※BuNo 36933 / 20ft 8in (6.29m)※BuNo 36934                                                              |
| 翼面積       | 605ft2 (56.21m2) | 605ft2 (56.21m2) | 605ft2 (56.21m2) |
| 空虚重量     | 18,405lbs (8,348kg) | 18,405lbs (8,348kg) | 18,405lbs (8,348kg) |
| エンジン     | Pratt & Whitney XR-4360-8 (3,000Bhp) ×1                                                                                | Pratt & Whitney XR-4360-8 (3,000Bhp) ×1                                                                                | Pratt & Whitney XR-4360-8 (3,000Bhp) ×1                                                                                |
| 武装         | 20 mm機関砲×2 (各門200発), 12.7 mm機関銃×3 (各門400発)もしくは12.7 mm機関銃×7（各門400発)                              | 20 mm機関砲×2 (各門200発), 12.7 mm機関銃×3 (各門400発)もしくは12.7 mm機関銃×7（各門400発)                              | 20 mm機関砲×2 (各門200発), 12.7 mm機関銃×3 (各門400発)もしくは12.7 mm機関銃×7（各門400発)                              |
| 外部兵装     | 爆弾：4,000lbs×2・2,000lbs×4・1,000lbs×4・500lbs×4、爆雷：650lbs×4・325lbs×4 機雷：Mk.12 or Mk.13×2、魚雷：Mk.13魚雷×4 | 爆弾：4,000lbs×2・2,000lbs×4・1,000lbs×4・500lbs×4、爆雷：650lbs×4・325lbs×4 機雷：Mk.12 or Mk.13×2、魚雷：Mk.13魚雷×4 | 爆弾：4,000lbs×2・2,000lbs×4・1,000lbs×4・500lbs×4、爆雷：650lbs×4・325lbs×4 機雷：Mk.12 or Mk.13×2、魚雷：Mk.13魚雷×4 |
| 乗員         | 3名 | 3名 | 3名 |
| ミッション   | TORPEDO(1) | TORPEDO(2) | TORPEDO(3) |
| 離陸重量     | 28,060lbs (12,728kg)                                                                                                   | 32,450lbs (14,719kg)                                                                                                   | 34,760lbs (15,767kg)                                                                                                   |
| 戦闘重量     | 28,060lbs (12,728kg)                                                                                                   | 28,545lbs (12,948kg)                                                                                                   | 34,760lbs (15,767kg)                                                                                                   |
| 搭載燃料     | 離陸重量：774gal (2,930ℓ) 戦闘重量：774gal (2,930ℓ)                                                                    | 離陸重量：1,074gal (4,066ℓ) 戦闘重量：501gal (1,896ℓ)                                                                  | 離陸重量：774gal (2,930ℓ) 戦闘重量：774gal (2,930ℓ)                                                                    |
| 携行装備     | MK13魚雷×1 | MK13魚雷×2 | MK13魚雷×4 |
| 最高速度     | 274kn/116,400ft (504km/h 高度4,999m)                                                                                   | 271kn/15,300ft (502km/h 高度4,663m)                                                                                    | 234kn/15,900ft (433km/h 高度4,846m)                                                                                    |
| 上昇能力     | 1,060ft/m (5.38m/s) | 1,390ft/m (7.06m/s) | 610ft/m (3.1m/s) |
| 実用上昇限度 | 24,600ft (7,498m) | 24,500ft (7,468m) | 19,000ft (5,791m) |
| 航続距離     | 1,830n.mile (3,389km)                                                                                                  | 1,960n.mile (3,630km)                                                                                                  | 1,260n.mile (2,334km)                                                                                                  |
| ミッション   | BOMBER | SCOUT | FERRY |
| 離陸重量     | 30,275lbs (13,733kg)                                                                                                   | 27,985lbs (12,694kg)                                                                                                   | 28,490lbs (12,923kg)                                                                                                   |
| 戦闘重量     | 30,275lbs (13,733kg)                                                                                                   | 24,080lbs (10,923kg)                                                                                                   | 28,490lbs (12,923kg)                                                                                                   |
| 搭載燃料     | 離陸重量：774gal (2,930ℓ) 戦闘重量：774gal (2,930ℓ)                                                                    | 離陸重量：1,074gal (4,066ℓ) 戦闘重量：501gal (1,896ℓ)                                                                  | 離陸重量：1,374gal (5,201ℓ) 戦闘重量：1,374gal (5,201ℓ)                                                                |
| 携行装備     | 1,000lbs爆弾×4 | ― | 非武装 |
| 最高速度     | 255kn/16,100ft (472km/h 高度4,907m)                                                                                    | 295kn/15,600ft (546km/h 高度4,755m)                                                                                    | 252kn/16,100ft (467km/h 高度4,907m)                                                                                    |
| 上昇能力     | 900ft/m (4.57m/s) | 1,815ft/m (9.22m/s) | 1,025ft/m (5.21m/s) |
| 実用上昇限度 | 22,700ft (6,919m) | 27,900ft (8,504m) | 23,700ft (7,224m) |
| 航続距離     | 1,565n.mile (2,898km)                                                                                                  | 2,500n.mile (4,630km)                                                                                                  | 2,980n.mile (5,519km)                                                                                                  |